# Raymond Joseph Dolan
Raymond Joseph Dolan (* 21. Januar 1954 in Galway) ist ein irischer Neurowissenschaftler.
Er ist Mary Kinross Professor of Neuropsychiatry am University College London.
Dolan war von 2006 bis 2015 Gründungsdirektor des Wellcome Trust Centre for Human Neuroimaging.
1988 wurde er an der National University of Ireland in Medizin promoviert.
Seine Forschungsgebiete sind Neurobiologie der Emotion und Entscheidungsfindung.

## Schriften
- Patrik Vuilleumier, Jorge L. Armony, Jon Driver, Raymond J. Dolan: Effects of Attention and Emotion on Face Processing in the Human Brain: An Event-Related fMRI Study. In: Neuron. Volume 30, Nr. 3, 2001, S. 829–841, doi:10.1016/S0896-6273(01)00328-2.
- R. J. Dolan: Emotion, cognition, and behavior. In: Science. Band 298, Nr. 5596, 8. Nov 2002, S. 1191–1194. doi:10.1126/science.1076358.
- N. Daw, J. O’Doherty, P. Dayan et al.: Cortical substrates for exploratory decisions in humans. In: Nature. Band 441, 2006, S. 876–879. doi:10.1038/nature04766.
- P. Read Montague, Raymond J. Dolan, Karl J. Friston, Peter Dayan: Computational psychiatry. In: Trends in Cognitive Sciences. Volume 16, Nr. 1, 2012, S. 72–80, doi:10.1016/j.tics.2011.11.018.
- S. M. Fleming, R. J. Dolan: The neural basis of metacognitive ability. In: Philos Trans R Soc Lond B Biol Sci. Band 367, Nr. 1594, 19. May 2012, S. 1338–1349. doi:10.1098/rstb.2011.0417.
- C. Higgins, Y. Liu, D. Vidaurre, Z. Kurth-Nelson, R. Dolan, T. Behrens, M. Woolrich: Replay bursts in humans coincide with activation of the default mode and parietal alpha networks. In: Neuron. Band 109, Nr. 5, 3. Mar 2021, S. 882–893.e7. doi:10.1016/j.neuron.2020.12.007.
- Y. Liu, M. M. Nour, N. W. Schuck et al.: Decoding cognition from spontaneous neural activity. In: Nat Rev Neurosci. Band 23, 2022, S. 204–214. doi:10.1038/s41583-022-00570-z.
- Jessica McFadyen, Raymond J. Dolan: Spatiotemporal Precision of Neuroimaging in Psychiatry. In: Biological Psychiatry. Volume 93, Nr. 8, 2023, S. 671–680, doi:10.1016/j.biopsych.2022.08.016.

## Auszeichnungen
- 2006: Golden Brain Award
- 2007: Max-Planck-Forschungspreis, Neuromodulation und Verhalten
- 2010: Fellow of the Royal Society
- 2013: Zülch-Preis
- 2017: Brain Prize